# 翁斯塔鎮區 (明尼蘇達州波爾克縣)
翁斯塔鎮區（英語：Onstad Township）是位於美國明尼蘇達州波爾克縣的一個行政鎮區。

## 歷史
翁斯塔鎮區於1882年設立，得名自來自挪威的早期定居者奧萊·P·翁斯塔（Ole P. Onstad）。

## 地方資料
翁斯塔鎮區的面積為92.49平方千米，當中陸地面積為92.39平方千米，而水域面積為0.10平方千米。根據2020年美國人口普查的數據，當地共有人口61人，而人口密度為每平方千米0.66人。